# Kloster Trojan

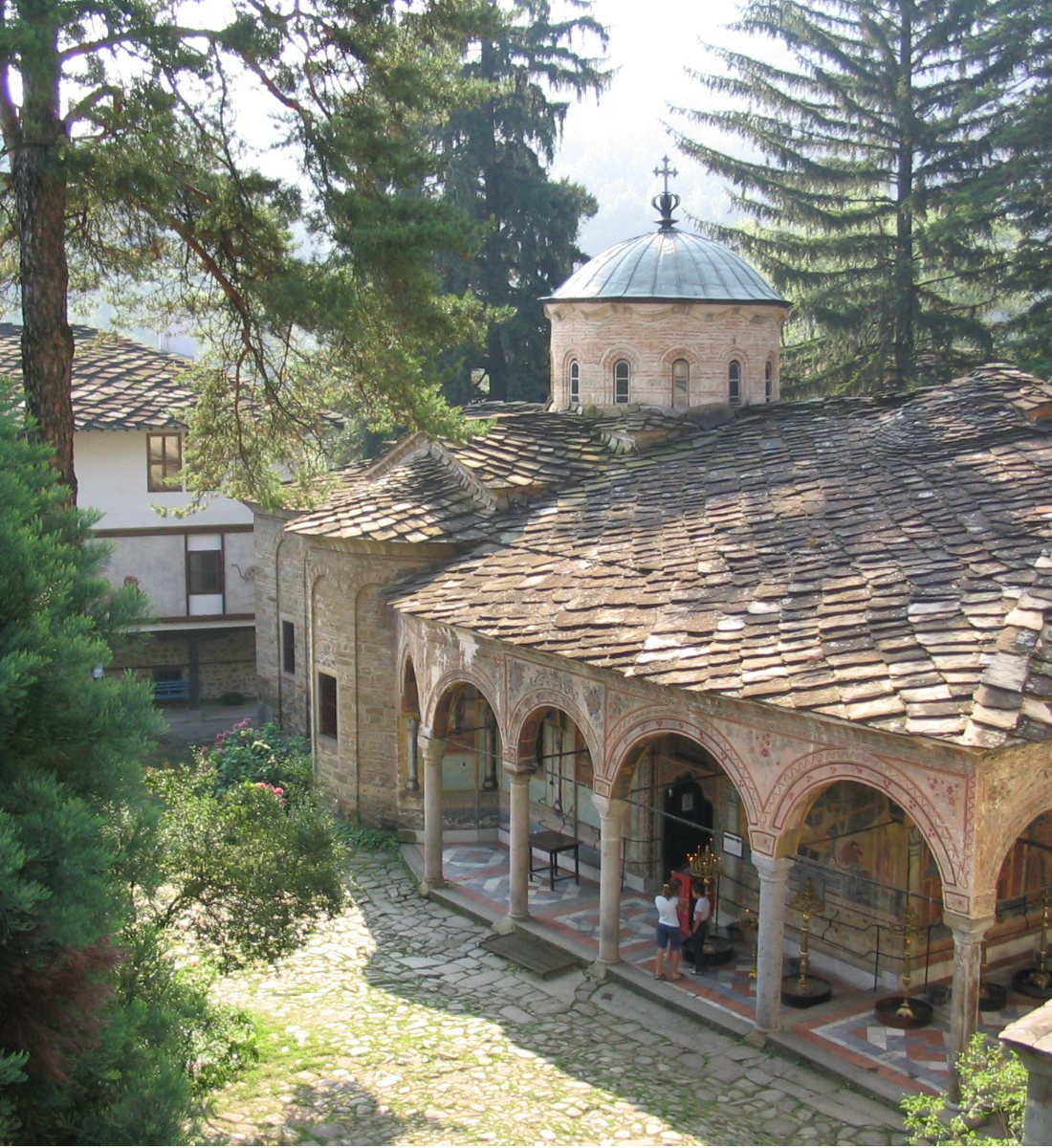
Die Klosterkirche

Das Kloster Trojan (bulgarisch Троянски манастир Trojanski manastir), förmlich Entschlafung der Gottesmutter (bulgarisch Успение Богородично Uspenie Bogoroditschno), ist ein bulgarisch-orthodoxes Kloster und gilt als das drittgrößte Kloster in Bulgarien.

## Lage
Das Kloster Trojan liegt zwischen den Dörfern Oreschak und Tscherni Osam, ca. 10 km von der gleichnamigen Stadt in den Nordhängen des mittleren Balkangebirges, etwa im Zentrum von Bulgarien am linken Ufer des Flusses Tscherni Osam. Von der Stadt aus führen regelmäßiger öffentlicher Busverkehr sowie markierte Wanderwege bis zum Kloster (ca. 4 Stunden).

## Name
Der Name von Stadt und Kloster ist von der alten Römerstraße, der Via Trajana abgeleitet, die Mösien mit Thrakien und dem Ägäischen Meer verband. Die Ursprünge des Klosters lassen sich bis in die Zeit vor 1600 zurückverfolgen. Schriftliche Aufzeichnungen sind aber erst aus dem 17. Jahrhundert erhalten.

## Geschichte
Nach der Eroberung des Zweiten Bulgarisches Reichs durch die osmanischen Türken wurde das Kloster mehrfach zerstört und die darin lebenden Mönche getötet. Erst in der Ära der bulgarischen Wiedergeburtszeit wurde das Kloster mit neuen Wohnungen wieder aufgebaut, die größtenteils aus den 30er und 40er Jahren des 19. Jahrhunderts stammen. Mit der Zeit wird die Rolle des Klosters als Bildungszentrum immer größer. Hier gab es eine Druckerei, die Stanzen mit Klosteraussichten herstellte. 1869 wurde eine Klosterschule gegründet, in der teilweise bis zu 100 Schüler aus den umliegenden Dörfern unterrichtet wurden. In den 1870er Jahren war das Kloster aktiv in den bulgarischen Befreiungskampf gegen die Türken eingebunden und bot vielmals Unterkunft für Revolutionäre und Freischärler. So gründete der bulgarische Freiheitskämpfer Wassil Lewski hier mit Unterstützung der Mönche ein revolutionäres Komitee (→Innere Revolutionäre Organisation).

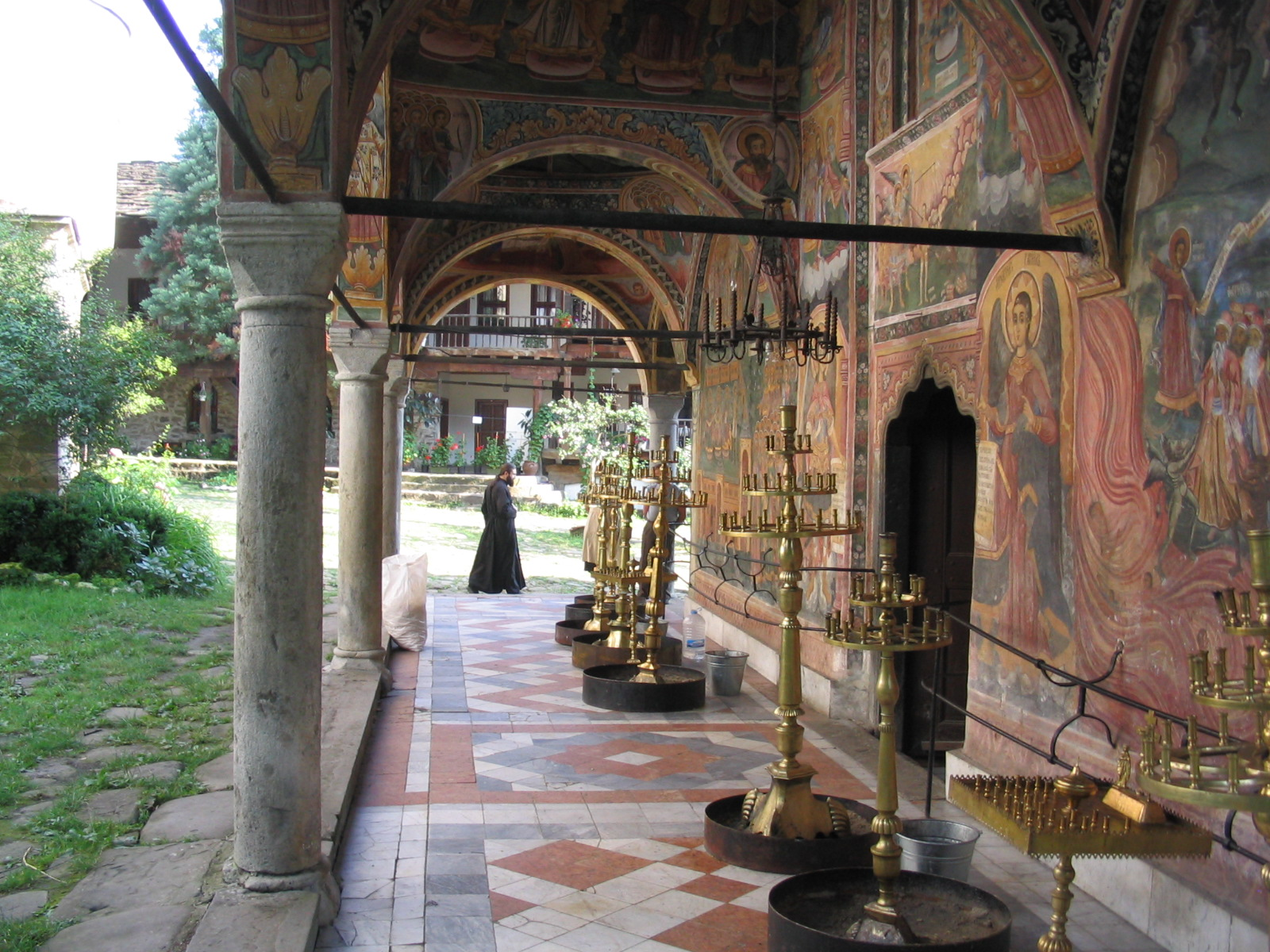
Außenwandmalerei von Sachari Sograf

Sehenswert ist neben den Wandmalereien im Innenhof, vor allem die Klosterkirche, die 1835 von Meister Konstantin aus Peschtera erbaut wurde. Ihre um 1849 entstandenen Wandmalereien sind ein Werk des bedeutenden bulgarischen Ikonenmalers Sachari Sograf. Von großem künstlerischem Wert ist der holzgeschnitzte Ikonostase, das Werk eines lokalen Holzschnitzers, ebenso wie die Holzschnitzereien in der Nikolaikapelle, die 1794 durch den Mönch Kiprijan geschaffen wurden. Darüber hinaus ist das Kloster durch seine wundertätige Gottesmutter-Ikone mit drei Händen bekannt.